# Wiener Stadtbahnwagen
| Wiener Stadtbahnwagen                                                | Wiener Stadtbahnwagen | Wiener Stadtbahnwagen | Wiener Stadtbahnwagen |
| -------------------------------------------------------------------- | --- | --- | --- |
| 1898 von Ringhoffer hergestellter Cu 9424 im Technischen Museum Wien | | | |
| Gattung:                                                             | Bu | Cu | CDu |
| Wagenklasse:                                                         | II. | III. | III. |
| Anzahl:                                                              | 147 | 541 | 176 |
| davon im Besitz der k.k. Staatsbahnen:                               | 099 | 348 | 045 |
| davon im Besitz der Commission für Verkehrsanlagen in Wien:          | 048 | 193 | 131 |
| Nummern:                                                             | 4200–4346 | 6094–6100 6122–6200 9000–9272 9400–9556 10316–10339 9053II | 12000–12173 12009II 12087II |
| Hersteller:                                                          | Ringhoffer: 293 Stück (62 Bu, 217 Cu und 14 CDu) Graz: 244 Stück (152 Cu und 92 CDu) Nesselsdorf: 162 Stück (68 Bu, 79 Cu und 15 CDu) Simmering: 155 Stück (17 Bu, 93 Cu und 45 CDu) Brünn-Königsfeld: 10 Stück (10 CDu) | Ringhoffer: 293 Stück (62 Bu, 217 Cu und 14 CDu) Graz: 244 Stück (152 Cu und 92 CDu) Nesselsdorf: 162 Stück (68 Bu, 79 Cu und 15 CDu) Simmering: 155 Stück (17 Bu, 93 Cu und 45 CDu) Brünn-Königsfeld: 10 Stück (10 CDu) | Ringhoffer: 293 Stück (62 Bu, 217 Cu und 14 CDu) Graz: 244 Stück (152 Cu und 92 CDu) Nesselsdorf: 162 Stück (68 Bu, 79 Cu und 15 CDu) Simmering: 155 Stück (17 Bu, 93 Cu und 45 CDu) Brünn-Königsfeld: 10 Stück (10 CDu) |
| Baujahr(e):                                                          | Prototypen: 1895 Serienwagen: 1896–1902 Ersatzbauten für Totalschäden: 1899 und 1911 | Prototypen: 1895 Serienwagen: 1896–1902 Ersatzbauten für Totalschäden: 1899 und 1911 | Prototypen: 1895 Serienwagen: 1896–1902 Ersatzbauten für Totalschäden: 1899 und 1911 |
| Höchstgeschwindigkeit:                                               | 60 km/h | 60 km/h | 60 km/h |
| Spurweite:                                                           | 1435 mm | 1435 mm | 1435 mm |
| Länge über Puffer:                                                   | 10.000 mm | 10.000 mm | 10.000 mm |
| Langträgerlänge:                                                     | 9630 mm | 9630 mm | 9630 mm |
| Untergestelllänge:                                                   | 8800 mm | 8800 mm | 8800 mm |
| Radstand:                                                            | 5000 mm | 5000 mm | 5000 mm |
| Höhe:                                                                | 3812 mm | 3812 mm | 3812 mm |
| Gesamtbreite:                                                        | 3150 mm | 3150 mm | 3150 mm |
| Wagenkastenbreite:                                                   | 2870 mm | 2870 mm | 2870 mm |
| Abteillänge:                                                         | 7600 mm | 7400 mm | 7700 mm |
| Plattformlänge:                                                      | 900 mm | 1000 mm | Abteil: 900 mm Gepäckraum: 800 mm |
| Leermasse:                                                           | 10,6 t | 10,1 t | 10,5 t |
| Sitzplätze vor Umbau:                                                | 40 | 48 | 40 |
| Sitzplätze nach Umbau:                                               | 36 | 44 | 40 |
| Stehplätze im Mittelgang:                                            | 15 | 15 | 12 |
| Stehplätze auf beiden Plattformen zusammen:                          | 16 | 16 | ? |
| Stückpreis in Österreichischen Gulden:                               | 6724 | 5274 | 5574 |

Die Wiener Stadtbahnwagen waren eine Serie von 864 normalspurigen Eisenbahn-Personenwagen mit Holzaufbau und offenen Plattformen. Die Zweiachser der Normierung Ia wurden in den Jahren 1895 bis 1911 von fünf verschiedenen Herstellern ausschließlich für die 1898 eröffnete Wiener Dampfstadtbahn gebaut und waren speziell dafür konzipiert. 492 von ihnen befanden sich dabei im Besitz der k.k. Staatsbahnen (kkStB) Österreichs, während die übrigen 372 der Commission für Verkehrsanlagen in Wien, dem Eigentümer der Stadtbahn, gehörten. Es existierten drei verschiedene Varianten, wobei das hochgestellte Nebengattungszeichen u für Untergrundverkehr respektive Untergrundbetrieb stand:
- Bu: II. Wagenklasse
- Cu: III. Wagenklasse
- CDu: III. Wagenklasse mit Gepäck- und Dienstabteil sowie zwei Toiletten, nach Umbau nur noch eine Toilette

Die Großraumwagen mit Mittelgang, damals noch Interkommunikationswagen nach Amerikanischem System genannt, wiesen eine Reihe damals noch weitgehend unüblicher Ausstattungs- und Komfortmerkmale auf und bewährten sich sehr gut. Sie wurden daher noch bis 1924 für die österreichische und die tschechoslowakische Staatsbahn nachgebaut.

## Beschreibung

### Vorteile der Großraumwagen gegenüber Abteilwagen
Im Gegensatz zur Berliner Stadtbahn und der London Underground, die beide anfangs noch Abteilwagen verwendeten, entschieden sich die Planer der Wiener Stadtbahn ganz bewusst für Wagen mit Durchgangs- und Übergangsmöglichkeit nach New Yorker Vorbild. Denn vor allem in Deutschland hatten sich die Abteilwagen im Nahverkehr nicht bewährt, aber auch in Österreich machte die Staatsbahn im 19. Jahrhundert auf der Franz-Josefs-Bahn und der Westbahn bereits ähnlich ungünstige Erfahrungen. Von Großraumwagen versprach sich der Betreiber hingegen, neben der billigeren Erhaltung und Wartung, einen Gewichtsvorteil sowie die bessere Verteilung der Fahrgäste im Zug. Damit sollte vermieden werden, dass einzelne Abteile überfüllt, benachbarte Abteile wiederum nahezu leer waren. Um einer Überfüllung einzelner Wagen vorzubeugen, waren die Wagenübergänge zudem besonders breit ausgeführt und seitlich verschlossen. Die Nutzung der Übergänge durch Reisende war dabei in Wien ausdrücklich erwünscht.

Direkter Vergleich der Einstiegsverhältnisse in Berlin und Wien

Mit den Großraumwagen sollten auch in Wien, analog zu New York, Fahrgastwechselzeiten von 15 Sekunden ermöglicht werden. Im Gegensatz dazu waren es in Berlin und London damals 30 Sekunden. Für möglichst kurze Stationsaufenthalte sorgte zum Beispiel die Anordnung der Trittstufen. Hierbei entschied man sich in Wien bei 55 Zentimeter hohen Bahnsteigen für drei Stufen mit je 23 Zentimetern Höhenunterschied, während es in Berlin – von niedrigeren Bahnsteigen aus – nur zwei 35 Zentimeter hohe Stufen waren. Um die Stiege möglichst wenig steil auszuführen, wiesen die Hauptträger ein L-Profil auf, wodurch im Vergleich zum sonst üblichen C-Profil die Breite der oberen Trägerflanschen für die Stufenbreite gewonnen wurde. Unabhängig davon entsprachen drei Stufen der Standardausführung österreichischer Eisenbahnen. Eine weitere Maßnahme zur Verkürzung der Stationsaufenthalte waren niedrige Fensterbrüstungen in einer Höhe von nur 790 Millimetern über dem Wagenfußboden. Dadurch konnten die Innenräume auf der Suche nach freien Plätzen bereits vom Bahnsteig aus leicht überblickt werden.
Im Winter konnten Großraumwagen einfacher beheizt werden, weil von einem Großraumabteil aus nur zwei Türen nach außen führen – was gleichfalls dem gewünschten hohen Fahrgastkomfort auf der Stadtbahn zugutekam. Ferner benötigten Züge mit Durchgangsmöglichkeit weniger Toiletten, weil nicht alle Wagen im Zug mit einer solchen ausgestattet sein mussten. Letztlich hatten die Wiener Stadtbahnzüge anfangs je zwei Toiletten im ersten und letzten Wagen, nach Umbau dann nur noch eine im ersten und eine im letzten Wagen. Die Aborte waren vor allem aufgrund des Übergangs der Stadtbahnzüge auf die Westbahn und die Franz-Josefs-Bahn nötig, woraus sich Reisezeiten von ein bis zwei Stunden ergaben.

### Untergestell
Die Wiener Stadtbahnwagen mussten, entsprechend den Vereinbarungen des Vereins Deutscher Eisenbahnverwaltungen, auch auf allen Anschlussstrecken der Staatsbahn übergangsfähig sein. Diese Flexibilität verhinderte allerdings Mittelpuffer, automatische Kupplungen, tieferliegende Wagenfußböden zur Verminderung der Einstiegshöhe oder weitere für den vorgesehenen Einsatzzweck vorteilhafte Einrichtungen. So bestand die Zugvorrichtung durchgehend aus normalen Zughaken, normalen Hauptkupplungen und Sicherheits-Scheerhaken.
Die Stadtbahnwagen verfügten über ein geringes Eigengewicht und hatten trotzdem ein hohes Fassungsvermögen. Die Leichtbauweise war wichtig, weil die Stadtbahn mit Maximalsteigungen von bis zu 25 Promille partiell den Charakter einer Gebirgsbahn aufwies. Zudem erforderte der im Stadtverkehr übliche dichte Stationsabstand entsprechend häufige Beschleunigungs- und Bremsvorgänge bei dichter Zugfolge. Um dennoch die gewünschte hohe Kapazität zu gewährleisten, gelangte beim Bau der aus Façoneisen bestehenden Bodenrahmen eine spezielle Konstruktion zur Anwendung. Die aus Z-Profilen bestehenden Langträger wurden, soweit es die damaligen Vorschriften gestatteten, 415 Millimeter über die aus U-Profilen bestehenden Bruststücke respektive Kopfschwellen verlängert und dienten mit Augenlagern gleichzeitig als Führung der Stangenpuffer. Auch die Einstiegsplattformen wurden über die Bruststücke vorgezogen. Die an den Langträgern montierten Puffer wurden somit von den Plattformen bis 180 Millimeter hinter der Pufferebene überragt, um die Länge über Puffer möglichst optimal auszunutzen. Diese Anordnung brachte, im Vergleich zur herkömmlichen Bauart, bei den auf der Wiener Stadtbahn üblichen Zehn-Wagen-Zügen eine Längeneinsparung von über acht Metern, einer weiteren Quelle zufolge betrug die Verminderung jedoch nur 600 Millimeter je Wagen.
Um bei der gewählten Konstruktion dennoch den erforderlichen Raum für den Wagenkuppler zu gewinnen, war der mittlere Teil einer jeden Plattform auf 160 Millimeter Tiefe und 900 Millimeter Länge aufklappbar ausgeführt.

### Achsen und Räder
Zwecks besserer Kurvengängigkeit verfügten die Stadtbahnwagen über radial einstellbare Vereinslenkachsen, damit konnten auch die kleinsten im Stadtbahnnetz anzutreffenden Bogenradien problemlos befahren werden. Das Längsspiel der Radsatzlager in den Achshaltern betrug in jeder Richtung 16 Millimeter, um selbst in Bögen mit einem Halbmesser von 150 Metern noch eine vollkommene Radialstellung der Achsen zu ermöglichen und selbst kleinere Halbmesser bis circa 120 Meter noch anstandslos durchfahren zu können. Das Querspiel der Lager wurde nach jeder Richtung mit zehn Millimetern bemessen, um ein völlig freies Spiel der Achslager zu erzielen und die Stöße, welche die Räder empfangen, möglichst wenig auf den Kasten zu übertragen. Die Achslager waren als Bügellager mit Futter aus Rotmetall und Weißmetall-Ausguss ausgeführt. Die Räderpaare besaßen volle Radscheiben aus Flußeisen, weil diese den Staub weniger aufwirbelten als Speichen- oder Sternräder.

### Federung
Die tiefangelegten Blattfedern gaben den Wagen für Geschwindigkeiten bis 60 km/h gute Laufeigenschaften. Die Tragfedern bestanden aus Tiegelflussstahl mit je zehn Blatt à 13 mal 92 Millimeter Stärke und 1910 Millimeter Hauptblattlänge von Auge zu Auge gemessen. Die elastische Einsenkung betrug 59 Millimeter je Tonne. Die senkrecht stellbaren Feder-Hängeisen gestatteten ein leichtes Stellen und Ausgleichen der Pufferhöhen bis 50 Millimeter Höhenunterschied. Die freie Beweglichkeit der Tragfedern wurde durch die Verwendung 130 Millimeter langer Tragringe aus Flußeisen auf schweßeisernen, im Einsatz gehärteten, Rollen erreicht.

### Bremsen
Als Bremse diente eine, auf beide Radsätze doppelseitig wirkende, automatische Luftsaug-Schnellbremse mit Umschaltmöglichkeit auf einfache Hardy-Bremse, solche Vakuumbremsen fanden zuvor nur bei Wagen des Fernverkehrs Verwendung. Die Wagen der Gattungen Bu und CDu verfügten zusätzlich über eine als Spindelbremse ausgeführte Handbremse. Ein Teil der CDu war darüber hinaus mit sogenannten Condukteurbremsventilen ausgestattet. Die vorgesehene Zugbildung unter ausschließlicher Verwendung von Wagen der Stadtbahnbauart, somit nur Züge mit selbsttätiger Bremseinrichtung, machte die damals noch erforderlichen, am Dach montierten Signalleineösen beziehungsweise Trommelständer überflüssig.
Das Bremsgestänge war frei schwingend angeordnet. Um eine gleichmäßige Druckverteilung auf beide Räderpaare zu gewährleisten, wurde die Bremskraft von der Hauptzugstange mittels Ausgleichhebel auf die Bremsgestänge der beiden Räderpaare übertragen. Die Stellvorrichtung zur Ausschaltung der Bremse beziehungsweise zur Umschaltung auf einfache oder automatische Bremse befand sich am Untergestell beziehungsweise Hauptträger. Die jeweilige Stellung wurde dem Personal durch Zeiger und die Aufschriften „Autom.“, „Abgesp.“ und „Einfach“ leicht kenntlich gemacht.
Die Kolben der Bremszylinder hatten 456,5 Millimeter Durchmesser und 220 Millimeter Hubhöhe, bei 50 Zentimeter Vakuum in der Hauptleitung wurde eine Hubkraft von rund 1000 Kilogramm erzeugt. Das Übersetzungsverhältnis des Bremsgestänges von der Bremskolbenstange bis zu den Bremsklötzen betrug 1:8,1, so dass ein Bremsdruck von 8100 Kilogramm, das heißt circa 80 Prozent des Wagengewichts, erreicht werden konnte. Die Handbremsen wiederum hatten ein Übersetzungsverhältnis von 1:580.

### Aufbau und Ausstattung

Bauart CD^{u} mit Gepäckabteil und Abort

Schnitte und Grundriss eines C^{u}

Das Kastengerippe der Stadtbahnwagen bestand aus Eichen- oder Pitch-pine-Holz, außen war es mit einer aus Nut und Feder zusammengesetzten, vertikalen Teakholzbrett-Verkleidung versehen. Diese erhielt keinen Ölfarbenanstrich, sondern war nur mit Leinölfirnis eingelassen und mit Kutschenlack überzogen. Optisch folgte die Wiener Stadtbahn dabei dem Londoner Vorbild, ansonsten war die Holzverkleidung damals eher ein Markenzeichen von in Luxuszügen eingereihten Wagen, wie etwa den CIWL-Teakholzwagen. Die Beplankung mit dem edlen Holz sollte die im Stadtgebiet, insbesondere auf den Viaduktstrecken, offen sichtbaren Stadtbahnzüge gemäß damaligem Zeitgeist möglichst attraktiv erscheinen lassen. Die Dachbögen wiederum bestanden aus verleimten Lamellen aus Eschenholz, wobei jeder zweite mit Eisenwinkeln armiert war. Zum Schutz vor Wärmeeinwirkung hatten sämtliche Umfassungswände ebenso wie Böden und Decken eine doppelte Holzverschalung.
Weitere Besonderheiten der Wagen waren die Zier- und Abdeckleisten aus Nussbaum oder dunkler Eiche, die hochwertigen Innenbeschläge aus Messing sowie die geätzten Scheiben der kleinen Oberlichter über den je fünf herablassbaren Doppelfenstern auf jeder Seite, die in einem dunkel gefärbten hölzernen Rahmen gefasst waren. Damit galten die Stadtbahnwagen für damalige Verhältnisse als ausgesprochene Aussichtswagen. Die Fenster konnten dabei nur soweit geöffnet werden, dass die Oberkante des Fensterrahmens noch 250 Millimeter über die Fensterbrüstung hinausragte, um ein übermäßiges Hinausbeugen der Passagiere und die damit verbundene Gefährdung durch Bahnobjekte zu verhindern. Die nach innen umlegbaren Oberlichter dienten zusätzlich als Lüftungsklappen, außerdem besaßen auch die Deckenlampen eine Ventilationseinrichtung. Bei starker Sonneneinstrahlung konnten die Fahrgäste ferner Gardinen vorziehen.
Der Holzfußboden im Innenraum war mit Linoleum belegt und im Gepäckraum mit Ölfarbe gestrichen. Zwischen den Sitzen wurden Kokos- beziehungsweise Strohmatten aufgelegt. In den Aborten war der Fußboden mit Zinkblech belegt und mit Terrazzo- oder Steinplattenbelag auf einer Zementschicht gepflastert. Die Seitenwandverschalungen besaßen in der unteren Hälfte eine Verkleidung aus emailliertem Zinkblech, die Toilettenschüsseln waren freistehend aus Porzellan und die Wasserbehälter wiederum aus Kupferblech. Für die Toilettenspülung waren Ventilkästen mit senkrechtem Ventilzug angebracht. Unter den Fallrohren der Aborte befanden sich abnehmbare Desinfektionsgefäße.
Im am Zugschluss laufenden CDu standen ferner, bei besonders hohem Andrang, zusätzlich zu den 28 regulären Sitzplätzen im Großraumabteil zwölf weitere Behelfssitzplätze auf zusammen sechs Klappsitzbänken im Gepäckraum zur Verfügung.
Handgepäck konnte in den 900 Millimeter breiten, parallel zu den Sitzbänken angebrachten, Gepäcknetzen aus Hanfschnüren untergebracht werden. Die Anordnung von Längsgepäckträgern oberhalb der Fenster kam hingegen nicht zur Anwendung, weil diese für die in der Wagenmitte sitzenden Fahrgäste schwerer erreichbar gewesen wären, einen kleineren Stauraum gehabt und zudem die Ventilationsfenster verdeckt hätten.

### Wagenklassen und Raucherregelung

Innenansicht eines B^{u}, Originaldokument des Herstellers Ringhoffer, gehalten in der für Otto Wagner charakteristischen Jugendstil-Schriftart

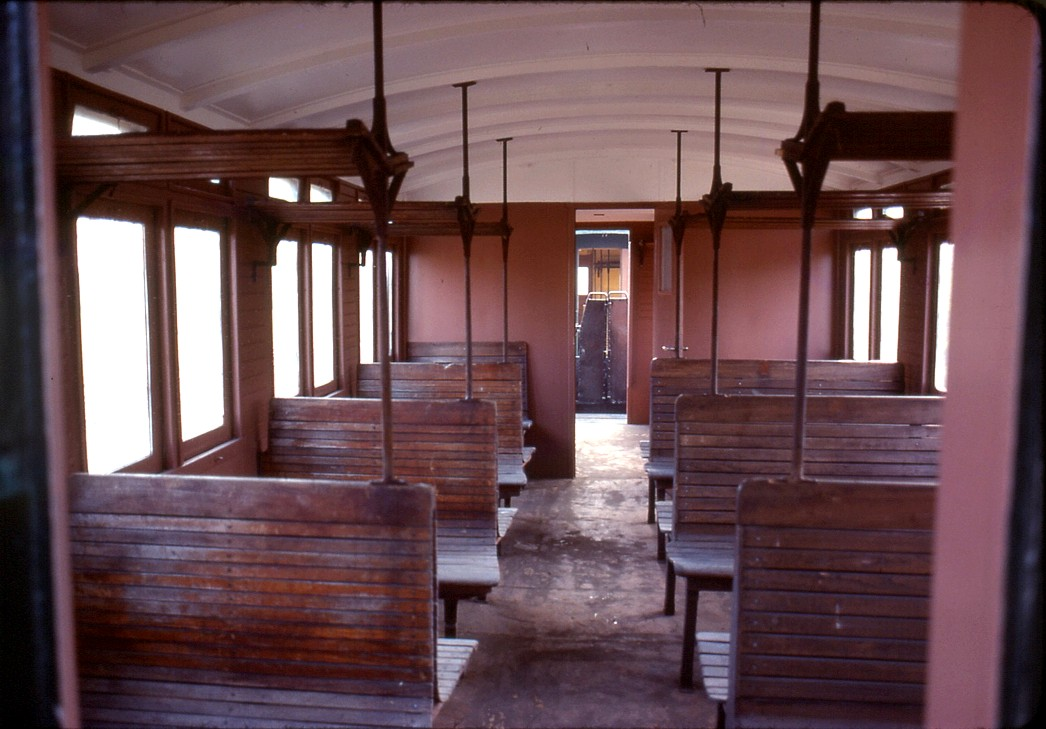
Innenansicht des C^{u} 9424 im Jahr 1977, der sich damals allerdings nicht mehr im Originalzustand befand

Die II. Wagenklasse wies gepolsterte Sitzbänke in 2+2-Anordnung auf, die am Ende über Armlehnen verfügten. Sowohl Sitze als auch Lehnen waren mit grünem Büffelleder bespannt. In der III. Klasse waren Eschenholzsitzbänke in 3+2-Anordnung ohne Armlehnen verbaut, die außen mit Ahornfurnieren belegt und mit Messingschrauben befestigt waren.
Die innere Seitenwandverkleidung unterhalb der Fensterkante bestand in der II. Klasse aus gepresstem Leder, oberhalb der Fensterkante, am Plafond und an den Stirnseiten fanden helle, gemusterte Wachstuchtapeten Verwendung. Zierleisten, Fensterrahmen und Sitzgestelle waren aus Nussholz, die Sitze mit Drahtspiralfedern und Rosshaar, die Rücken- und Armlehnen nur mit Rosshaar gepolstert. In der III. Klasse waren die Innenräume hingegen nur mit Ölfarbe angestrichen, wobei die Wände eichenholzfarben und der Plafond weiß waren. Die Lisenen, Zierleisten und Fensterrahmen bestanden aus Eschen- oder Teakholz. Außerdem war die II. Klasse besser beleuchtet. Ein weiterer Unterschied betraf die Schutzgitter bei den Eingangstüren. Sie waren bei der II. Klasse aus Messing, bei der III. Klasse hingegen nur aus schwarz lackiertem Eisen hergestellt.
Mit Hilfe von austauschbaren Blechschildern neben den Einstiegen konnten die Wagen bedarfsweise entweder komplett als Raucher- oder komplett als Nichtraucherwagen eingesetzt werden. Es existierten allerdings auch 50 gemischte Wagen der II. Klasse, bei denen Raucher- und Nichtraucherbereich nur durch eine Glaszwischenwand abgetrennt waren.

### Plattformen und Einstiege
Der Aufenthalt auf den Plattformen war im Wiener Stadtbahnverkehr zwecks Erhöhung der Beförderungskapazität ausdrücklich erlaubt, allerdings nur sofern im Zug keine Sitzplätze mehr frei waren. Beim Cu hatten die Plattformen dabei eine Fläche von dreieinhalb Quadratmetern. Diese Vorgabe erforderte eine Neugestaltung der Bühnengeländer und der Plattformverschlüsse, es mussten leicht handhabbare und sicher abschließende Einrichtungen gewählt werden.
Als seitliche Plattformsicherung kam, anstatt einfacher Vorlegestangen, eine dreiecksförmige Klappvorrichtung zum Einbau. Sie konnte sowohl in geöffneter als auch in geschlossener Position durch Einklinken eines freihängenden Hakens arretiert werden. Den stirnseitigen Abschluss der Plattformen bildete ein massives, aus Gasrohren zusammengesetztes, Geländer. Diese Anordnung wurde dann ab 1906 allgemeine Bauform für k.k.St.B.-Wagen mit offenen Plattformen.

### Wagenübergänge

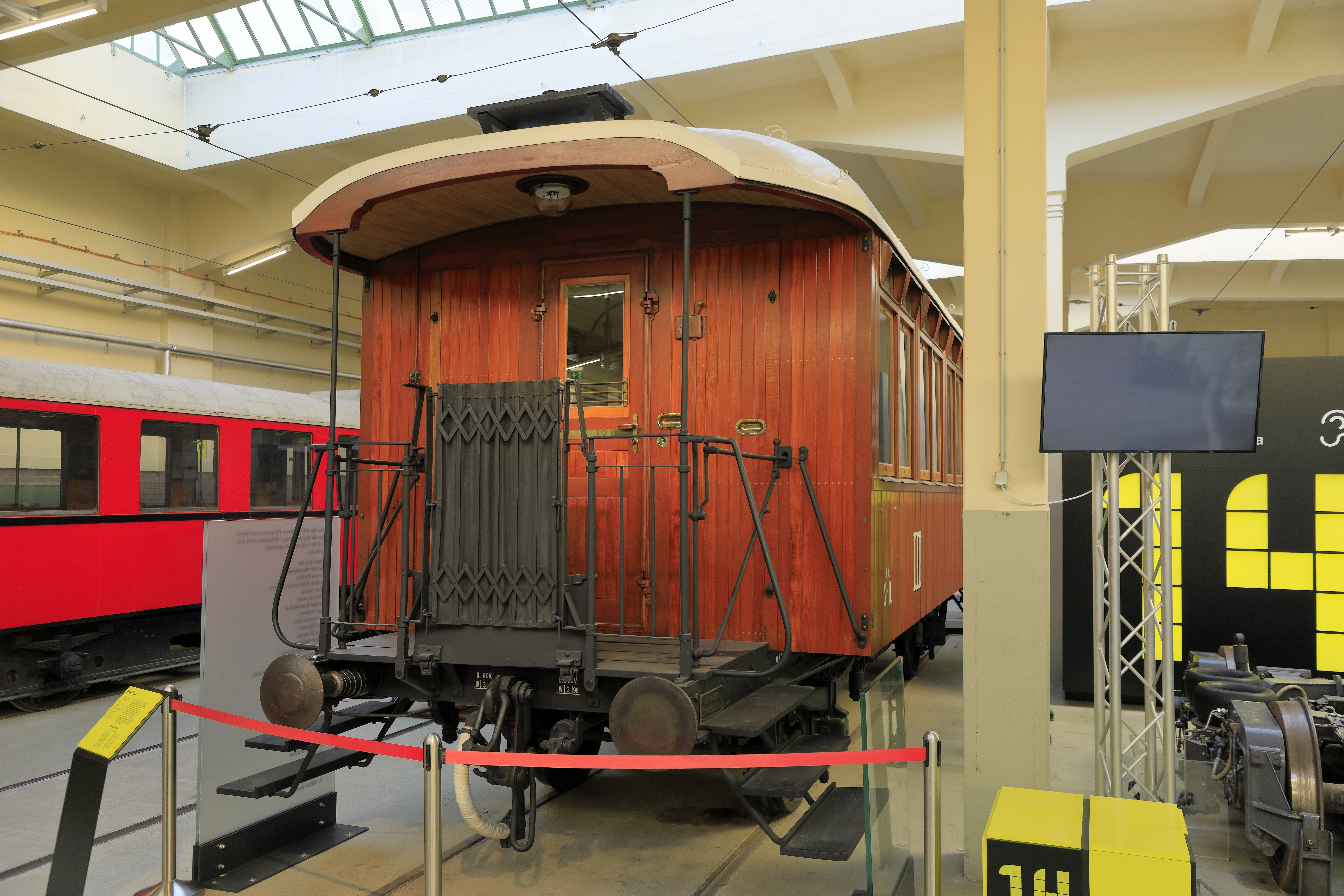
Detailansicht eines Wagenübergangs

Den Übergang von einem Wagen zum anderen vermittelten aufklappbare Übergangsbrücken aus geripptem Eisenblech, welche an einem um 90 Grad nach oben drehbaren Plattformteil befestigt waren. Auf den auf der Seite des ebenen Puffers befindlichen Konsolteilen eines jeden Plattformgeländers war ein Scheergeländer eingehängt, welches mit dem korrespondierenden Scheergeländer des anstoßenden Wagens den Seitenschutz für den Wagenübergang bildete. Die Scheergeländer waren mit geteerter Segelleinwand verkleidet, um ein Einklemmen von Fingern und dergleichen zu verhindern.
Die Brückenbleche waren zur größeren Sicherheit um 230 Millimeter breiter, als die lichte Scheergeländer-Entfernung. Um die Bleche beim Kuppeln der Wagen dennoch anstandslos aufklappen zu können, waren die an den mittleren Öffnungen der Plattformgeländer befindlichen Konsolteile um 90 Grad um die eigentlichen Plattformgeländer drehbar angeordnet. Das Festhalten dieser Konsolgeländerteile in der gewünschten Lage erfolgte dadurch, dass die Flacheisenträger der Konsolen auf einem viereckigen Teil der Geländersäulen ruhten und die Konsolteile nur gedreht werden konnten, wenn sie vorher um circa 25 Millimeter gehoben wurden, wodurch die viereckigen Löcher auf die zylindrische Fortsetzung der Säulen gelangten.
Die Scheergeländer waren am einen Ende am zugehörigen Wagen mittels Mutter und Splint gegen Abnehmen gesichert, das zweite Ende wurde mittels langer Haken in die Ösen des Konsolgeländers des Nachbarwagens eingehängt. Für den Schlusswagen wurden Brücke und Scheergeländer als Abschluss der Öffnung in der Mitte der Plattform benutzt. Hierzu wurden die Konsolgeländer gehoben, nach außen gedreht, die Brücke in die senkrechte Lage aufgestellt, mit zwei Reibern gesichert, darauf die Konsolgeländer abermals gehoben, zurückgedreht, auf das Vierkant herabgelassen und das Scheergeländer in die Ösen des zweiten Konsolgeländers des eigenen Wagens eingehängt.

### Dächer

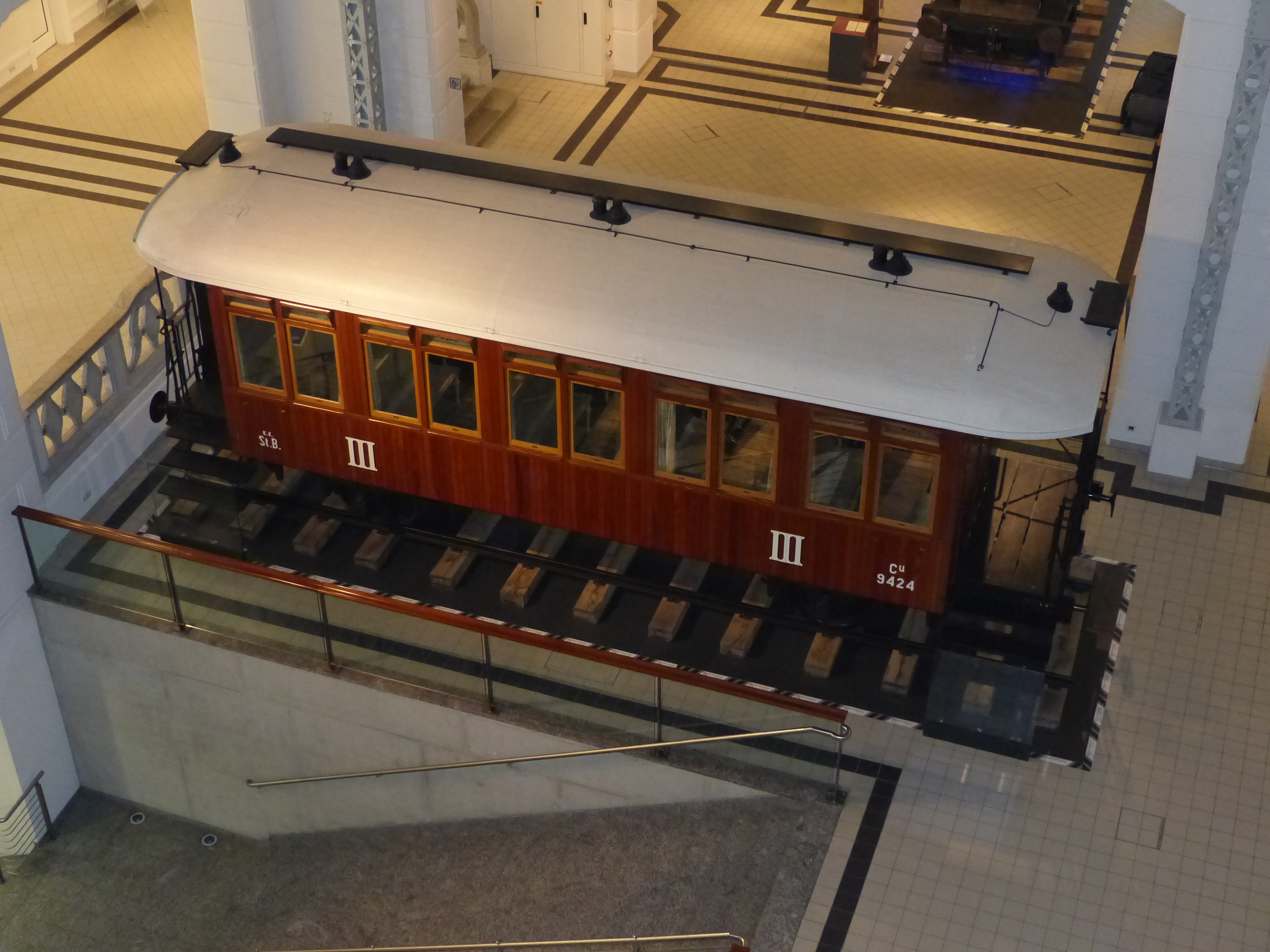
Draufsicht mit dem Dach aus Segeltuch und den darauf montierten Brettern für das Wartungspersonal

Typisch für die Stadtbahnwagen waren die an den Enden eingezogenen Tonnendächer, die mit hellem Segeltuch aus mit Ölfarbe imprägniertem Leinen bespannt und hellgrau, fast weiß, gestrichen waren. Für Wartungsarbeiten waren auf den Dächern, auf Flacheisen montierte, Dachlauf- und Übertrittsbretter vorhanden. Zum Besteigen dieser Laufbretter diente eine, nur bei den CDu-Wagen vorhandene, Leiter. Dies reichte aus, da im Regelbetrieb jeder Zug mindestens einen solchen Wagen mitführte.

### Stirnwandtüren
Da Flügeltüren damals üblicher Bauart beim Einsteigen hinderlich waren, wenn der Aufstieg auf der Seite, wo sich die Türangeln befanden, erfolgte, und Schiebetüren schwergängig und nur unzureichend abzudichten waren, entschieden sich die Verantwortlichen bei den Wiener Stadtbahnwagen für in zweifacher Weise drehbare Stirnwandtüren. Hierbei handelte es sich um sogenannte Umstelltüren respektive Doppelgelenktüren nach den Systemen Belcsak-Rohrwasser oder Friedrich Hermann, das heißt, sie hatten zwei Türklinken und waren in zwei Angeln aufgehängt. Wurde die Tür mit der rechten Klinke geöffnet, so drehte sie sich um das links angebrachte Scharnier, erfolgte die Öffnung hingegen mit der linke Klinke, so drehte sie sich um das rechte Scharnier. Dank diesem speziellen Prinzip konnten die Türen sowohl nach links als auch nach rechts außen geöffnet werden. Weil sie durch diese Methode – unabhängig von der Bahnsteigseite – die ein- oder aussteigenden Fahrgäste nicht behinderten, fielen die Plattformen schmäler aus und es konnten im Gegenzug an beiden Wagenenden je vier zusätzliche Sitzplätze angeboten werden.
Unter beiden Klinken war je ein Dornverschluss angebracht, mit dem die darüber befindliche Klinke festgestellt werden konnte. Die beiden Türschlösser waren durch eine Verbindungsstange miteinander verbunden, so dass immer das eine beim Öffnen des anderen verriegelt wurde. Um ein falsches Öffnen der Türen durch die Fahrgäste zu verhindern, wurden jeweils die Türklinken auf der der Einstiegsseite entgegengesetzten Seite arretiert, worauf entsprechende Anschriften auf der Innenseite hinwiesen.
Beim Patent Belcsak-Rohrwasser bildete der Türstock dabei nicht die unmittelbare Umrahmung der Tür. Vielmehr war ein eiserner Rahmen vorhanden, welcher um Scharniere im Türstock drehbar war und in dem die Scharniere für die eigentliche Tür, auf der den erstgenannten Scharnieren entgegengesetzten Seite, angebracht waren. Abhängig davon, ob das Öffnen der Tür mit der rechten oder der linken Klinke erfolgte, wurde entweder nur die Tür allein oder die Tür in Verbindung mit dem beweglichen Rahmen gleichzeitig in Drehung versetzt.
Beim Patent Friedrich Hermann wurde die Tür hingegen unmittelbar vom Türstock umrahmt, aber die Drehzapfen der Türangeln konnten, mittels der auf derselben Seite befindlichen Türklinken, lotrecht verschoben und so aus ihren am Türstock befestigten Pfannen ausgehoben werden. Wurde bei einer solchen Tür beispielsweise die linke Klinke niedergedrückt, so wurden die an der linken Seite angebrachten Drehzapfen lotrecht aus ihren Lagern gehoben und die Tür konnte anschließend um die rechts befindlichen Zapfen gedreht werden.
Doch bewährte sich das ausgeklügelte System der Umstelltüren in der Praxis nicht, drückten Fahrgäste von innen und von der Plattform aus gleichzeitig jede der beiden Klinken, so kippte die Tür aus den Angeln. Deshalb erhielten die ab 1900 neu angelieferten Wagen Schiebetüren, die mit Umstelltüren gebauten Exemplare wurden von 1927 an umgerüstet.

### Beheizung
Beheizt wurden die Wiener Stadtbahnwagen mit einer, von den zugehörigen Stadtbahnlokomotiven der Reihe 30 gespeisten, Dampfheizung. Die Dampfleitungs-Kupplungen wurden mit Metallschläuchen, welche normale Dichtungskegel und Bügelbefestigungen besaßen, hergestellt. Das Dampfleitungsrohr hatte einen Außendurchmesser von 42 Millimetern und wurde, da es durch den Wagenkasten lief, zugleich als Heizrohr mit einer Heizfläche von rund 1,15 Quadratmetern verwendet. Oberhalb des Dampfleitungsrohrs war eine Heizbatterie aus zwei Röhren von je 52 Millimetern Durchmesser mit zusammen 3,5 Metern Heizfläche und an der gegenüberliegenden Seitenwandfläche eine identische Heizbatterie angebracht. Die Heizrohre waren, mit einem vom Zugpersonal von der Plattform aus zu bedienenden Absperr- beziehungsweise Dampfverteilungsschieber, derart verbunden, dass entweder die beiden Heizbatterien abgesperrt waren oder durch eine oder auch beide Dampf strömte.
Das Wageninnere konnte entsprechend mit 1,15, 3,45 oder 5,75 Quadratmetern Heizfläche erwärmt werden. Die gewählte Konstruktion gestattete eine gute Regulierung der Temperatur und vermied, in Folge des ständigen Durchströmens des Dampfes, die Bildung von Luftsäcken. Zudem wurde das Kondenswasser stets abgeführt. Die zwischen den Sitzen angeordneten Teile der Heizbatterien waren mit einer perforierten Blechverschalung ummantelt, um Berührungen der heißen Rohre zu vermeiden.
Bei den Wagen der Gattung CDu war die Heizeinrichtung in zwei Serien aufgeteilt, weil deren Außenwände durch die, als Schiebetüren ausgeführten, Ladetüren unterbrochen waren. In ihrem Fahrgastabteil sowie auf den Toiletten war die Anordnung dabei gleich wie beim Cu, die Regulierung erfolgte ebenfalls von der Plattform aus. Für das Gepäckabteil hingegen war rechts und links zwischen Stirnwand und Ladetür sowie an der Trennwand im Wageninneren je eine Heizbatterie angebracht. Der Stellhebel für diese Heizbatterien, welche aus dem – beim CDu unter dem Fußboden geführten – Dampfleitungsrohr gespeist wurden, befand sich an der Abteilstirnwand.

### Beleuchtung

Skizze eines C^{u}, zwischen den Achsen ist der längliche Gasbehälter für die Beleuchtung montiert

Ein weiterer Vorteil von Großraumwagen war, dass sie leichter beleuchtbar waren, dies erfolgte bei der Wiener Stadtbahn per Gasbeleuchtung. Das dafür verwendete Ölgas wurde in am Bodenrahmen aufgehängten Behältern aus Flusseisen und mit geschweißten Längsnähten und eingeschweißten Böden mitgeführt. Diese hatten ein Volumen von 1080 Litern beim Bu, 850 Litern beim CDu sowie 720 Litern beim Cu. Die damit erzeugte Leuchtdauer betrug ungefähr 33 Stunden, wobei die Gaslampen aufgrund der zahlreichen Tunnelabschnitte auch tagsüber permanent in Betrieb waren. Die Wiederbefüllung dauerte bei einem Überdruck von sechs Atmosphären circa sieben Minuten, der Druckregler zwischen Behälter und Lampenleitung entsprach den Normalien der Staatsbahn. Hierbei waren beim Bu sieben, beim CDu sechs sowie beim Cu fünf Deckenlampen vorhanden, davon jeweils zwei unter den Vordächern zur Beleuchtung der Plattformen und Wagenübergänge. Die Lampen in den Fahrgasträumen verbrauchten dabei 30 Liter Gas, während diejenigen auf den Plattformen und in den Toiletten mit einem Konsum von nur 15 Litern sparsamer waren. Alle Lampen hatten sogenannte Intensivreflektoren, welche den Flammen vorgewärmte Luft zuführten und damit deren Leuchtkraft erhöhten. Die Lichtstärke betrug bei den stärkeren Lampen zwölf und bei den schwächeren fünf Normalkerzen.
Die Lampen wurden vom Wageninneren beziehungsweise den Plattformen aus bedient. Zu diesem Zweck konnten die Glasglocken der Lampen geöffnet werden, wobei jeder Brenner einen Absperrhahn besaß. Der Haupt-Absperrhahn für sämtliche Lampen war in einem Gehäuse an der Wagenstirnwand im Gasleitungszurohr eingeschaltet. Unterhalb des Hahnes I befand sich ein Hahn II, mit dem der Gaszufluss zu den Lampen gedrosselt werden konnte, so dass sämtliche Lampen eines Wagens gleichzeitig auf „Dunkel“ oder „Hell“ geschaltet werden konnten. Bei der Stellung auf „Dunkel“ brannten alle Lampen nur mit kleinen Flammen bei einem Gasverbrauch von etwa vier Litern in der Stunde. Das Dunkelstellen geschah durch drehen des Hahnes II um 90 Grad, wobei das Gas nicht direkt durch die große mittlere Bohrung des Hahnes II, sondern durch eine ringförmige Eindrehung desselben und eine kleine Querbohrung, welche mit einer Regulatorschraube beliebig gedrosselt werden konnte, zu der Bohrung des Hahnes I und den Lampen gelangte. Diese Einrichtung ermöglichte es, die Beleuchtung mit geringen Kosten auf kleiner Flamme brennend zu erhalten, wobei im Bedarfsfall alle Lampen eines Wagens mit einem Handgriff gleichzeitig auf „Hell“ gestellt werden konnten. Das Gewicht der kompletten Gaseinrichtung eines Wagens betrug 260 bis 300 Kilogramm.
Die elektrische Beleuchtung der Wagen mittels Glühlampen und Akkumulatoren wurde im Vorfeld ebenfalls in Erwägung gezogen, auf diese musste aber wegen der wesentlich höheren Installations- und Betriebskosten verzichtet werden. Zudem wäre ihre Bedienung schwieriger gewesen, bedingt durch die Speisung und Auswechslung der Batterien.

### Zugschlusssignal
Die Wagen mit Handbremse besaßen an den untersten Trittbrettern der Aufstiege zusätzlich normale Laternenstützen zur Anbringung der beiden Ausschlaglaternen. Diese waren so angeordnet, dass der Lokomotivführer sie von der Maschine aus wahrnehmen konnte. Zusätzlich waren an den Unterseiten der Übergangsbrücken Aufsteckkloben befestigt, an welchen bei aufgestellter Brücke ein drittes Zugschlusssignal eingehängt werden konnte. Alternativ diente die Gaslampe auf der Plattform des jeweiligen Schlusswagens als drittes Zugschlusssignal.

### Anschriften

Fabrikschild des C^{u} 9424

Abweichend von den „Normalien der Anschriften“ bei der Staatsbahn waren die Seitenwandanschriften der Stadtbahnwagen gestaltet. Sie hatten das Eigentumsmerkmal k.k.St.B. in der linken und die Wageninventarnummer in der rechten unteren Seitenwandecke angebracht. Die in weißer Farbe mit schwarzem Schatten gehaltenen Klassenbezeichnungen waren mit 350 Millimeter hohen römischen Ziffern, die auch von den vielen Analphabeten erkannt wurden, besonders auffällig. Die der Commission für Verkehrsanlagen in Wien gehörenden Wagen waren zwar ebenfalls mit k.k.St.B. beschriftet, wiesen aber am Langträger unterhalb der Einstiegsplattform zusätzlich eine Plakette mit der Aufschrift „V.A.“ auf.

## Geschichte

### Unklare Urheberschaft Otto Wagners
Ursprünglich legte der Wiener Architekt Otto Wagner, der ab 1894 wesentliche Teile der Wiener Stadtbahn entwarf, selbst für deren Personenwagen Entwürfe vor, die jedoch keine Verwendung fanden. Anderen Quellen zufolge entwarf er diese vermutlich oder tatsächlich. Unstrittig ist, dass der Architekt 1910 die sehr ähnlich gestalteten Fahrbetriebsmittel für die von Wien ausgehende Pressburger Bahn entwarf. Die gestalterische Parallele in der vertikalen Teakholzverkleidung bekräftigt die Vermutung, dass Wagner in der Tat am Design des Rollmaterials der Stadtbahn beteiligt war.

### Prototypen
1895 wurde bei den Waggonfabriken Nesselsdorf, Ringhoffer und Simmering von jeder der drei Gattungen je ein Prototyp bestellt. Diese trugen anfangs die Bezeichnungen Bi, Ci und CDi, wobei das i für Interkommunikationswagen stand. Das Nebengattungszeichen u fand schließlich erst bei den Serienwagen Verwendung. Jedes Unternehmen fertigte die Wagen mit unterschiedlichen Ausführungen im Kastenaufbau. So hatten die Musterwagen von Ringhoffer und Nesselsdorf eine Holzverkleidung und Klappfenster oberhalb der Seitenwandfenster. Die Simmeringer Wagen waren hingegen mit Blech verkleidet und hatten ihre Ventilationsfenster in der Rundung des Tonnendachs. Außerdem wurden verschiedene Systeme von Eingangstüren erprobt. Zudem waren bei den Ringhoffer-Wagen die Klassenziffern noch aus Messing, wie sie auf hochwertigen Wagen üblich waren.

### Serienfertigung

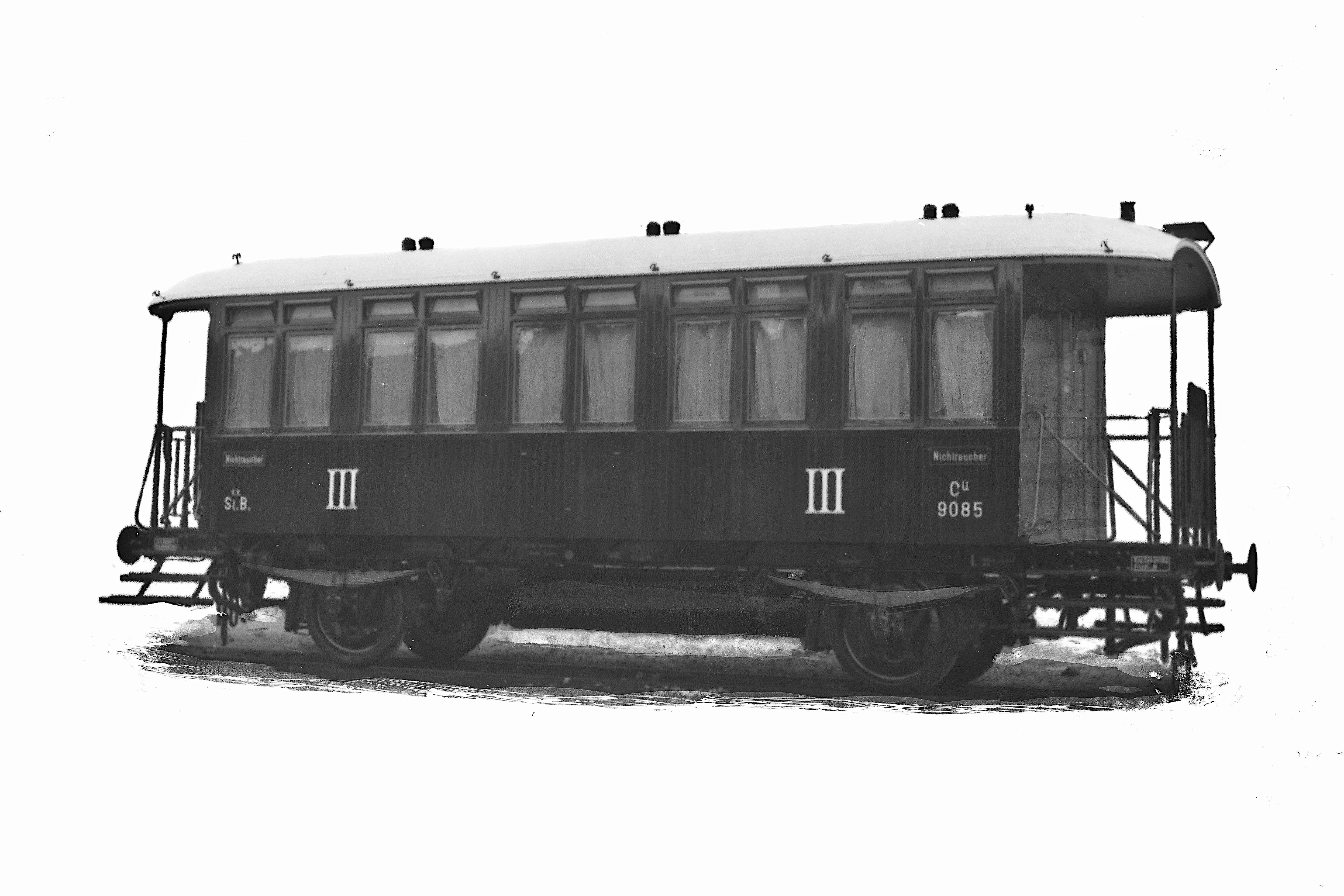
C^{u} 9085, beschildert als Nichtraucherwagen

Bei der Festlegung für die Serienausführung wurde den Bauprinzipien der Ringhoffer-Wagen der Vorzug gegeben. Das am 2. Mai 1896 vergebene erste Lieferlos mit Lieferbeginn im Sommer 1896 umfasste 50 Bu, 220 Cu und fünf CDu, verantwortlich hierfür waren Ringhoffer, Nesselsdorf, Simmering und Graz. Als erster Serienwagen wurde der aus Graz stammende Cu 9144 am 2. September 1896 der Staatsbahn übergeben. Ringhoffer lieferte am 22. Jänner 1897 die Bu 4206 und 4207 ab, Simmering am 13. Februar 1897 die Cu 9084–9099 und Nesselsdorf schließlich am 20. März 1897 die Bu 4228–4237. Die fünf CDu dieser Bestellung verließen am 29. April 1897 die Fertigungshallen von Ringhoffer.
Die Wagen Bu 4340 von Simmering sowie Cu 10320 und CDu 12164 von Graz wurden ferner im Jahr 1900 auf der Weltausstellung in Paris einem breiten Publikum präsentiert.

### Adaptierungen für den elektrischen Probebetrieb

Vierteiliger elektrischer Probezug im Jahr 1901

Zehnteiliger elektrischer Probezug im Jahr 1902

Insgesamt zehn Wiener Stadtbahnwagen dienten dem, in den Jahren 1901 und 1902 zwischen Heiligenstadt und Michelbeuern durchgeführten, ersten Elektrifizierungsversuch des Verkehrssystems. Hierzu erhielten sie schon beim Bau in der Waggonfabrik Simmering durch Siemens & Halske die entsprechende elektrische Ausrüstung für den Stromschienenbetrieb. Die dabei verwendete elektrische Vielfachsteuerung von nur einem Führerstand aus war damals noch technisches Neuland und hatte in Österreich bei der Wiener Stadtbahn Premiere. Vorbild war hierbei die Budapester Földalatti, bei der schon 1895 die weltweit erste Vielfachsteuerung überhaupt zur Anwendung kam.
Zu Beginn des Wiener Versuchs im Juli 1901 wurde zunächst ein Vier-Wagen-Zug erprobt, bestehend aus den Wagen CDu 12152, Cu 6145, Cu 6167 und Cu 10316. Im Gepäckraum des CDu war dabei das Schaltwerk mit Vorschaltwiderständen, der Pumpenmotor für die Saugluftbremse und ein Führerstand eingebaut. Die erste Achse wurde mit einem Stromabnehmer und die zweite mit einem 60-Kilovolt-Nebenschlussmotor der Type B 30/45 ausgerüstet, Dieser saß direkt auf der Achse, was zwar das Getriebe vermied, die ungefederte Masse allerdings erhöhte. Von der gewählten Motorentechnik erhofften sich die Ingenieure die Vorteile einer einfachen Geschwindigkeitsregelung sowie einen beträchtlichen Rückgewinn an elektrischer Energie bei der Befahrung der zahlreichen Gefällstrecken der Stadtbahn. Zur Bremsung des Zuges stand neben den normalen Handbremsen die durchlaufende Saugluftbremse zur Verfügung. Außerdem waren die Motoren mit einer Widerstandsbremse nach Straßenbahnbauart ausgestattet. Die drei Cu erhielten ebenfalls je einen Stromabnehmer sowie einen Motor, wobei zwei von ihnen als geführte Triebwagen fungierten, während im Wagen 10316 ebenfalls ein Führerstand eingebaut war. Ab September 1901 stand dann mit Wagen 12153 ein zweiter entsprechend adaptierter CDu zur Verfügung, womit ein Fünf-Wagen-Zug gebildet werden konnte. Alle Motorwagen hatten elektrische Heizung und Beleuchtung, lediglich die Zugspitzenbeleuchtung war konventionell per Petroleumlampen ausgeführt.
Zum Jahreswechsel 1901/02 wurde schließlich eine zweite Garnitur fertig, die aus den Endwagen CDu 12154 und 12155 sowie den Mittelwagen Cu 10317–10319 bestand. Ab Frühjahr 1902 standen für die Versuche somit entweder zwei Fünf-Wagen-Züge oder – wie beim Dampfbetrieb – ein Zehn-Wagen-Zug zur Verfügung. Nach Beendigung der Probefahrten im Juli 1902, die sämtlich ohne Fahrgäste stattfanden, wurden alle zehn Wagen zu regulären Dampfstadtbahnwagen zurückgebaut.

### Im Ersten Weltkrieg

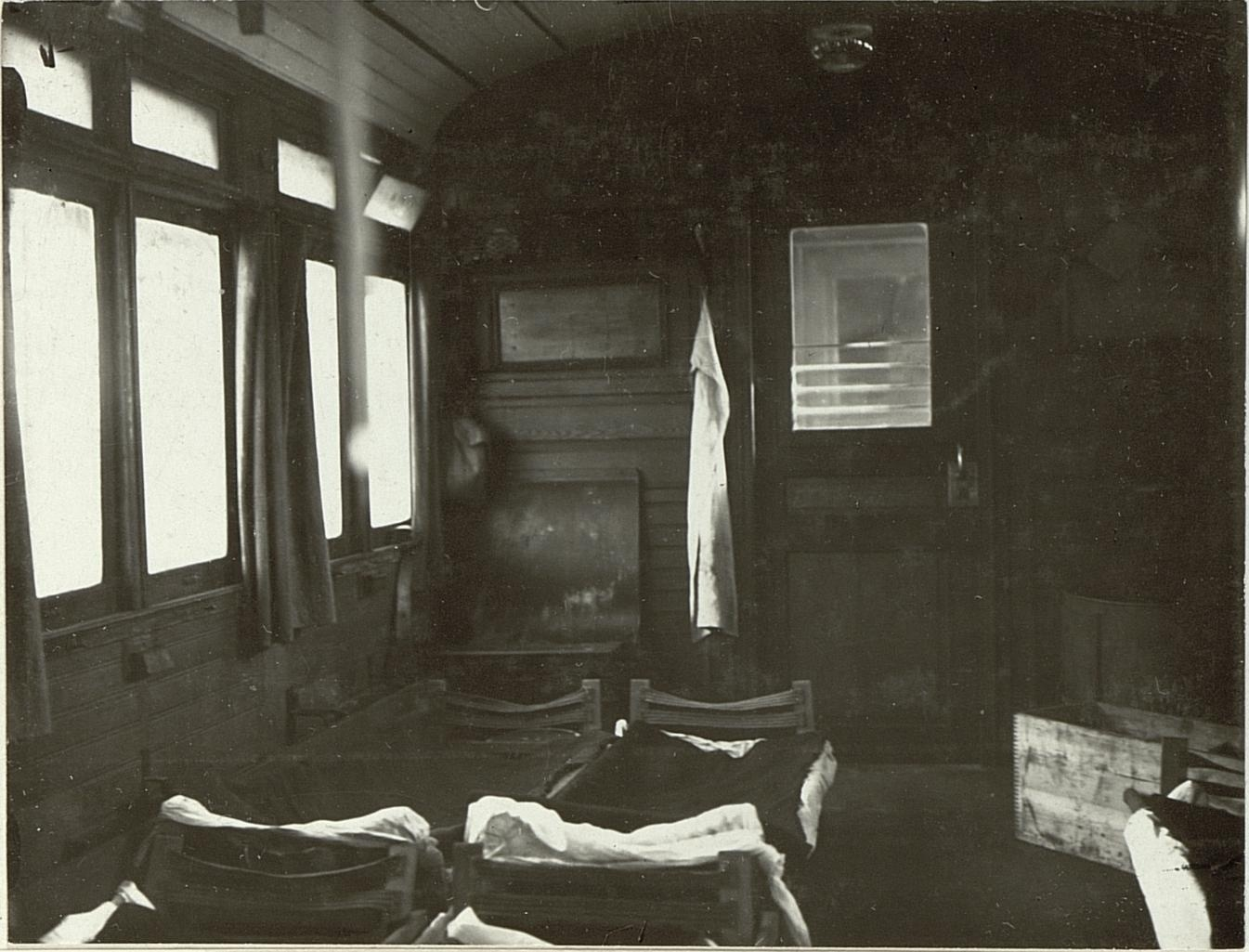
Inneres eines für den Verwundetentransport adaptierten Stadtbahnwagens, circa 1916

Sofort nach Ausbruch des Ersten Weltkrieges musste die Wiener Stadtbahn 412 Wagen, darunter 365 Cu und 47 CDu, für Staatsbahnkrankenzüge, Infektionskrankenzüge und Cholerazüge an das Militär abgeben. 1916 kam noch ein 413. Wagen, in diesem Fall ein Bu, hinzu. Einer anderen Quelle zufolge dienten im Oktober 1914 schon 461 Stadtbahnwagen der Armee. So stellte das Eisenbahnministerium, auf Anregung des k.u.k. Kriegsministeriums, allein dem Österreichischen Roten Kreuz zwölf aus Stadtbahnmaterial gebildete Krankentransportzüge mit jeweils 25 Wagen zur Verfügung. Die Staatsbahnkrankenzüge konnten auf eingeschobenen Feldtragen 72 Liegende und 225 Sitzende Verwundete transportieren. Das Einladen der Kranken erfolgte durch zwei Fensteröffnungen in den Seitenwänden, die durch eine Klappe geschlossen wurden. Bis 1. Juli 1919 waren bereits wieder 85 Cu und 15 CDu abgerüstet und dem allgemeinen Verkehr übergeben worden.

### Zwischenkriegszeit
Die allermeisten in die Kriegsgebiete abgegebenen Stadtbahnwagen kehrten nach Kriegsende nach Österreich zurück. Lediglich ein kleiner Teil musste damals ausgemustert oder als Kriegsverlust abgeschrieben werden. Per 3. November 1918 wurden die, damals noch 850 Wagen, schließlich wie folgt verteilt: 793 für die österreichische Staatsbahn, 23 für die italienische Staatsbahn, 20 für die rumänische Staatsbahn, sieben für die polnische Staatsbahn, fünf für die tschechoslowakische Staatsbahn und zwei für die jugoslawische Staatsbahn. Auch die Krankenzüge und Desinfektionszüge, welche in den östlichen Kriegsgebieten stehengeblieben waren, kamen in den Jahren 1922 und 1923 zurück.
Mangels weiterem Bedarf in und um Wien, abgesehen von der Vorortelinie endete der Dampfstadtbahnbetrieb am 8. Dezember 1918 wegen Kohlemangels weitgehend, wanderten ab 1918 viele Stadtbahnwagen auf andere Strecken in nahezu ganz Österreich ab, wenngleich der Großraum Wien weiterhin bevorzugtes Einsatzgebiet blieb. Landesweit waren sie fortan auf Vorortstrecken, Lokalbahnen und in Personenzügen auf Hauptstrecken anzutreffen. Vielfach fuhren sie in reinrassigen Stadtbahngarnituren, aber auch gemischt mit verschiedensten anderen Bauarten, da in der Zwischenzeit ein Umbau der Bremsen auf die „Automatische Vacuum-Schnellbremse 1902“ begonnen wurde. Damit besaßen die Wagen nun auch eine Notbremse. In der Zwischenkriegszeit wurden außerdem die Dächer verblecht und die Gas- durch elektrische Beleuchtung ersetzt.
16 Cu bauten die Hauptwerkstätte St. Pölten und die Zugförderungsstelle Salzburg in Zusammenarbeit mit der AEG 1921 in acht Akkumulatortriebwagen des Typs ET 21 und acht dazugehörigen Beiwagen der Gattung Cut um. Diesen folgte 1924 aus der Hauptwerkstätte Floridsdorf (Jedlesee) ein weiterer Cu, der versuchsweise zu einem Verbrennungstriebwagen mutierte und hierzu die neue Bezeichnung VT 30.01 erhielt.
Bei Einlösung des Vermögens der Commission für Verkehrsanlagen in Wien durch den Bund am 1. Juli 1934 waren von den 372 durch diese beschafften Wagen noch 328 vorhanden. 1941 erfasste die Deutsche Reichsbahn noch 706 Wagen der Stadtbahntype, wobei die meisten Bu mittlerweile zu Cu deklassiert worden waren.

### Nach dem Zweiten Weltkrieg

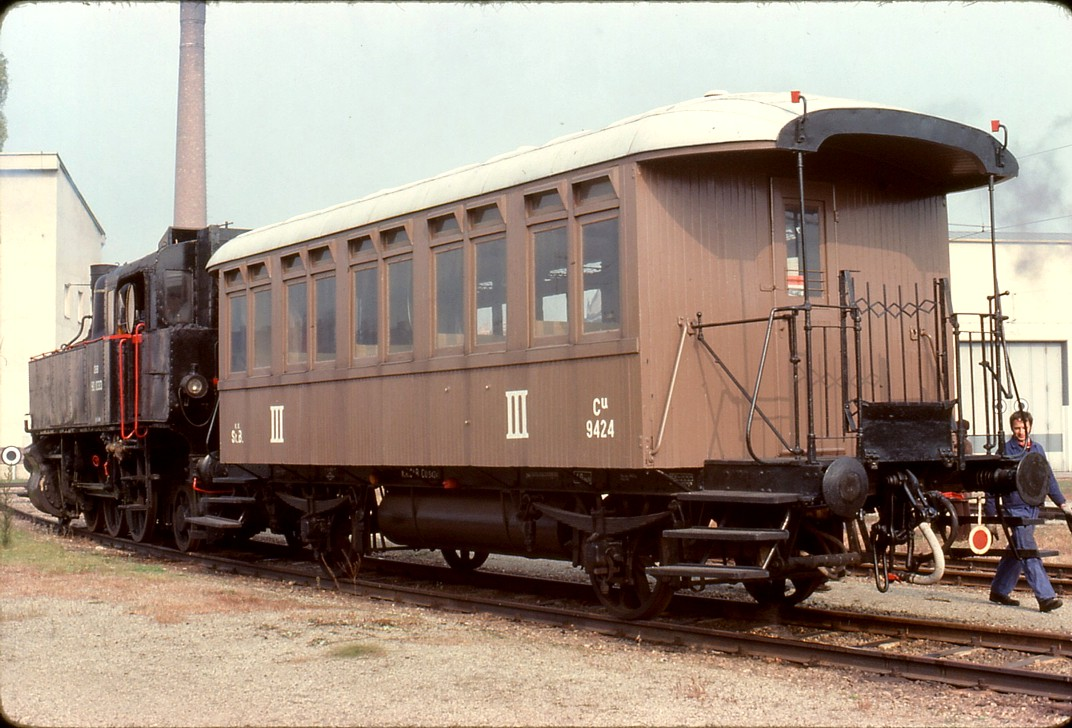
Der museal erhaltene C^{u} 9424 am Tag der offenen Tür in der Hauptwerkstätte Floridsdorf, 20. Oktober 1977

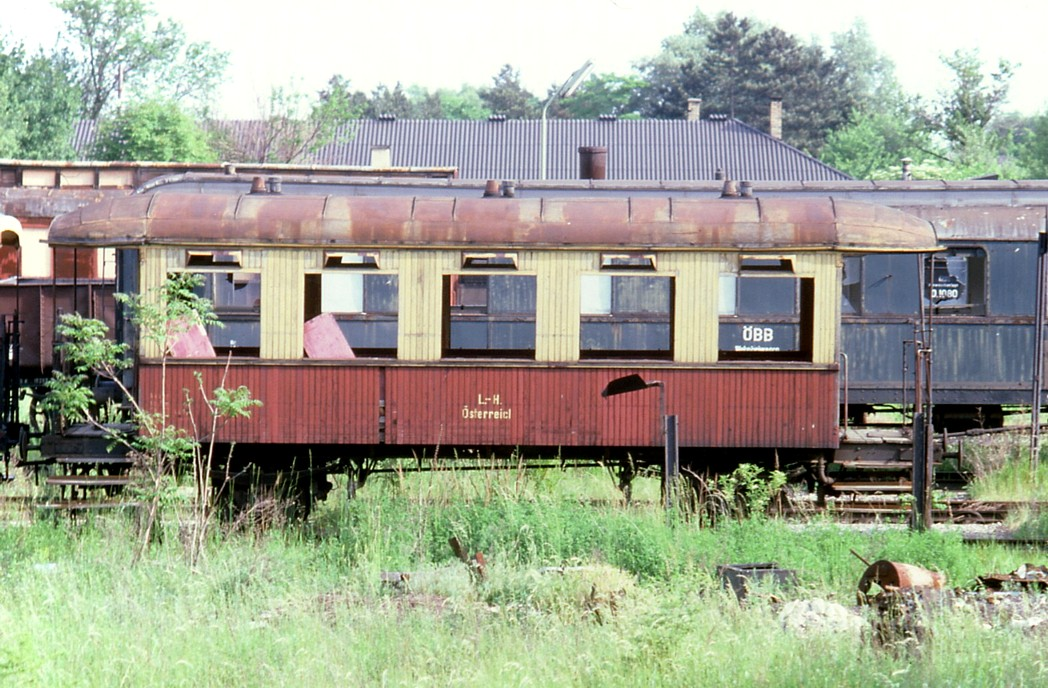
Der zuletzt bei Stern & Hafferl eingesetzte B^{u} 10325 mit geänderter Fensterteilung in Strasshof, 1981

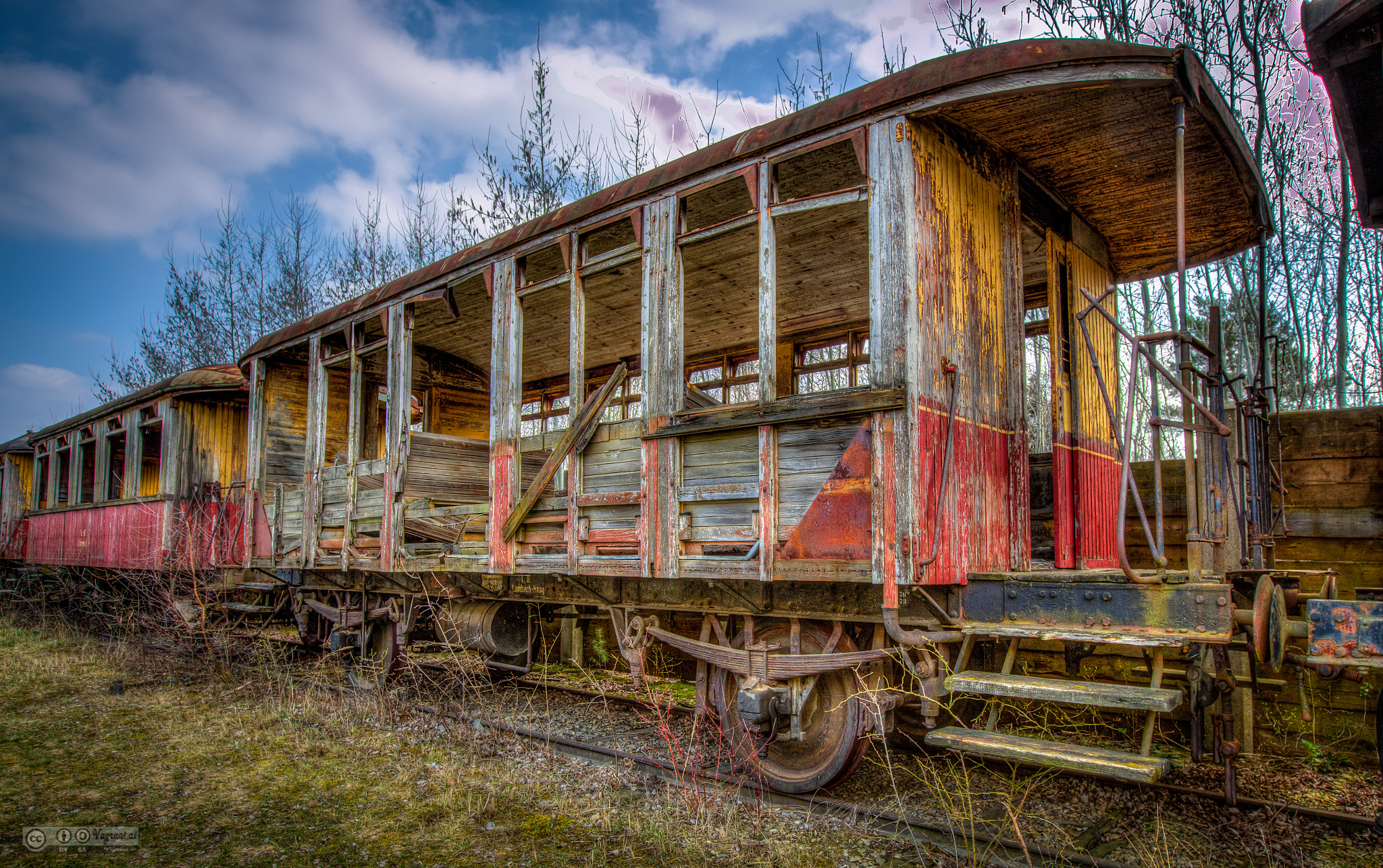
Der zuletzt bei Stern & Hafferl eingesetzte B^{u} 4311 in Strasshof, 2016

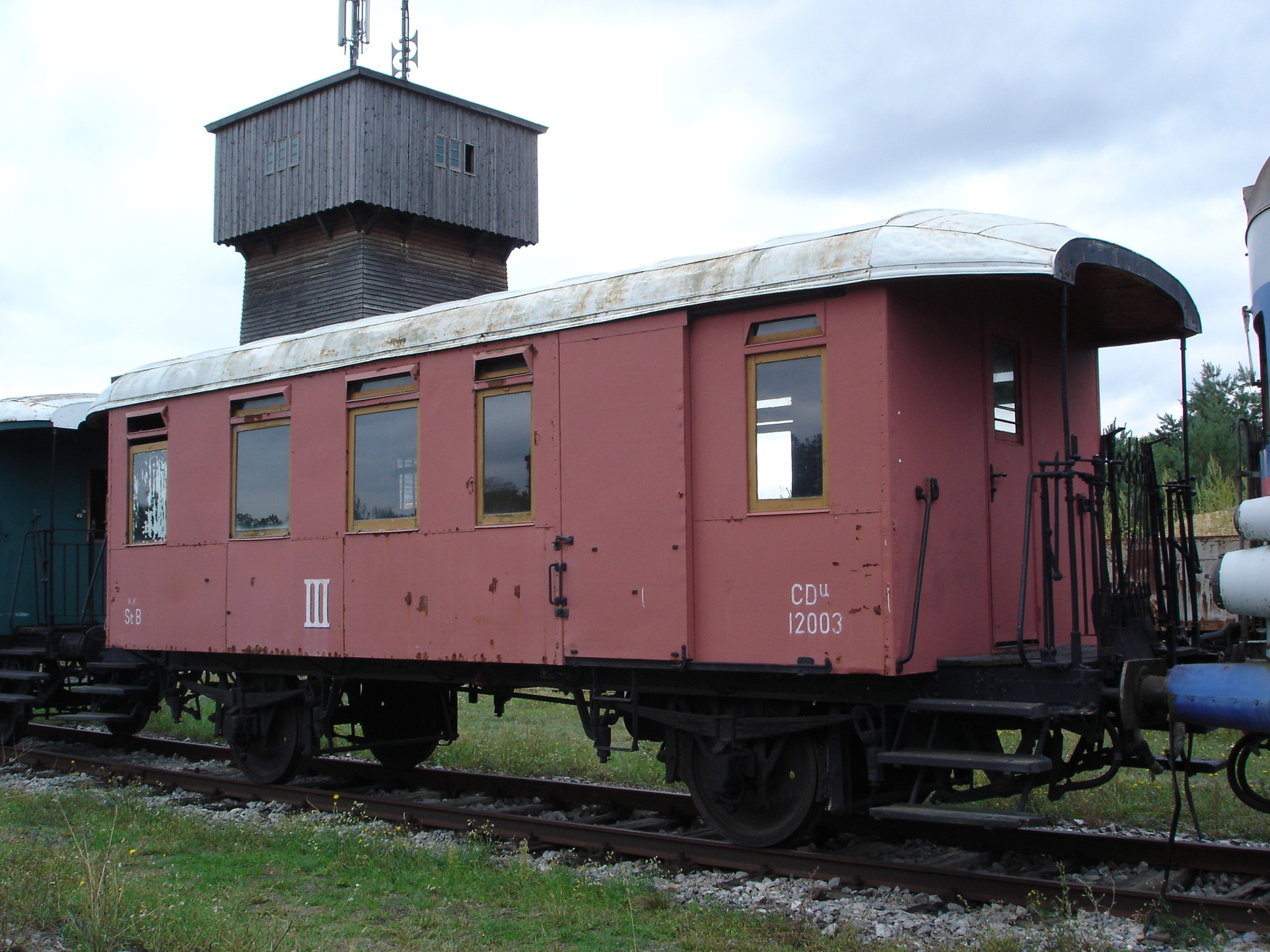
Der CD^{u} 12003 in Strasshof, 2007

Nach dem Zweiten Weltkrieg verblieben wiederum einige Stadtbahnwagen im Ausland, unter anderem in der Deutschen Demokratischen Republik, in Jugoslawien und in Rumänien. In Österreich waren im Jahr 1956, bei der Umstellung von Drei- auf Zweiklassensystem noch 163 Cu vorhanden und wurden somit zu Bu umbezeichnet. Während die Österreichischen Bundesbahnen ihre letzten Stadtbahnwagen bis 1961 komplett ausmusterten, blieben die ab 1939 an die private Stern & Hafferl Verkehrsgesellschaft verliehenen Exemplare, über die Jahre insgesamt 24 Cu und zwei CDu, teilweise noch bis 1975 auf der Bahnstrecke Lambach–Haag am Hausruck im Einsatz. Zwölf weitere Stadtbahnwagen waren ferner zwischen 1942 und 1949 an die Graz-Köflacher Bahn (GKB) vermietet.

### Museale Erhaltung
Von den um 1970 abgestellten sechs Wagen blieben der Cu 9424 sowie der CDu 12003 betriebsfähig erhalten und gelangten 1979 zunächst zum Österreichischen Eisenbahnmuseum (ÖEM). Infolge dessen Ausgliederung kamen sie schon 1980 in den Bestand des Technischen Museums Wien. Als im Jahr 1987 für die Sonderfahrten zur Wiederinbetriebnahme der Vorortelinie sowie das Jubiläum 150 Jahre Eisenbahn in Österreich ein dritter Wagen benötigt wurde, baute die Hauptwerkstätte Simmering schließlich noch den Bu 4294 neu auf. Er diente den ÖBB zuvor als Werkstättenwagen, anhand der Konstruktionszeichnungen wurden viele Teile neu angefertigt und die Inneneinrichtung aus Kostengründen in der Art eines Dritte-Klasse-Wagens nachgebildet.
Nach 1987 kam der Bu 4294 zum Martinsberger Lokalbahnverein, heute Museums-Lokalbahnverein – Heizhaus Zwettl (MLV) und war jahrzehntelang im ehemaligen Heizhaus in Waldkirchen an der Thaya abgestellt. Um 2020 wurde er nach Zwettl überstellt. Der Cu 9424 gelangte vorerst in die Dauerausstellung des Technischen Museums Wien. Seit 2021 befindet sich der Cu 9424 in der Dauerausstellung des Verkehrsmuseums Remise.
Der CDu 12003 fand im Eisenbahnmuseum Strasshof eine Bleibe. Darüber hinaus existieren in Strasshof – in wesentlich schlechterem Zustand – noch der Bu 4311 sowie die Cu 9135, 9546 und 10325.

## Umsetzung im Modell
Der Wiener Modellbahnhersteller Kleinbahn brachte in den 1960er Jahren ein Modell des Wagens in Nenngröße H0 auf den Markt, welches gut 50 Jahre lang das einzige Modell dieser Wagentype darstellte. Es wurde in mehreren Farbvarianten (u. a. BBÖ, ÖBB, Stern & Hafferl) angeboten, jedoch stets mit derselben (gravierten) Wagennummer und Nichtraucher-Schild. Auch die nach der Teilung von Kleinbahn entstandene Marke Klein Modellbahn führte dieses Modell im Programm, unter anderem in einer kkStB-Version.
Erst in den 2010er Jahren nahm sich Brawa dieser Wagentype an und brachte 2015 ein vollkommen neu gestaltetes Modell der Stadtbahnwagen auf den Markt.